# Les Nouveaux Associés
Pour plus de détails, voir Fiche technique et Distribution.
Les Nouveaux Associés (Cops and Robbersons) est un film américain réalisé par Michael Ritchie, sorti en 1994.

## Synopsis
Le detective Jack Stone est un policier coriace. Traquant un criminel, il doit s'installer chez les Robberson dont la maison est mitoyenne à celle du bandit. Cependant, la coopération entre les policiers et la famille n'est pas évidente.

## Fiche technique
- Titre : Les Nouveaux Associés
- Titre original : Cops and Robbersons
- Réalisation : Michael Ritchie
- Scénario : Bernie Somers
- Production : Ronald L. Schwary, Nancy Graham Tanen et Ned Tanen
- Société de production : TriStar Pictures et Channel Productions
- Distribution : TriStar Pictures
- Musique : William Ross
- Photographie : Gerry Fisher
- Montage : Stephen A. Rotter et William S. Scharf
- Décors : Gary Fettis
- Costumes : Wayne A. Finkelman
- Genre : Comédie policière
- Format : Couleurs - Son dolby
- Durée : 93 minutes
- Date de sortie :
  - États-Unis : 15 avril 1994

## Distribution
- Chevy Chase as Norman Robberson
- Jack Palance as Detective Jake Stone
- Dianne Wiest as Helen Robberson
- Robert Davi as Horace Osborn
- David Barry Gray as Detective Tony Moore
- Jason James Richter as Kevin Robberson
- Fay Masterson as Cindy Robberson
- Miko Hughes as Billy Robberson
- Richard Romanus as Fred Lutz
- Sal Landi as Jerry Callahan
- Jack Kehler as Caniff
- M. Emmet Walsh as Captain Ted Corbett